# Yang Weizhen
Yang Weizhen (Wade-Giles Yang Wei-chen, EFEO Yang Wei-tchen), né en 1296, originaire de Zhuji, province de Zhejiang, mort en 1370, est un peintre, calligraphe et poète chinois. Surnom : Lianfu, nom de pinceau : Tieya.

## Biographie
Calligraphe, poète, musicien, peintre et fonctionnaire, il démissionne à la fin de la dynastie Yuan. Il est l'auteur de nombreux colophons sur différentes peintures ainsi que de la préface d'un ouvrage d'histoire de l'art et de critique, le Tuhui Baojian, de Xia Wenyuan. Ce texte est assez médiocre et présente comme unique valeur d'être le seul ouvrage d'histoire de la peinture de l'époque Yuan. Par contre, la préface qui n'est pas exempte d'attributions fantaisistes et d'erreurs de faits, est intéressante, car elle constitue un échantillon typique des conceptions nouvelles de la peinture lettrée : la peinture n'est plus envisagée comme un métier, mais comme un mode d'expression spirituelle, donc comme le privilège exclusif des lettrés.
Il fut un maître du peintre Ma Wan.

## Exemples de sa critique
- «Celui dont la valeur morale est inférieure, ne saurait peindre»[2].
- «Les lettrés qui sont habiles en peinture, le sont nécessairement en calligraphie»[3].

## Anecdote
La Flûte en fer (Musée de Shanghai), peinture de Wu Wei, basée sur l'histoire de Yang Weizhen qui a jadis fabriqué avec une vieille épée en fer, une flûte au son remarquablement beau. Dès lors, il s'attribue le nom de taoïste à la flûte de fer. Négligé par l'administration de laquelle il dépend, il passe ses journées à jouer de la flûte, accompagné par les chants et les danses de filles et de garçons. Dans cette peinture, Yang est assis contre un rocher, au milieu de pins entrelacés. Une jeune servante, debout à ses côtés, tient la flûte. En face de lui, deux autres servantes sont assises, l'une accroche une fleur à ses cheveux, l'autre cache son visage derrière un éventail ; toutes deux sont soigneusement dessinées.

## Traduction
- Paul Demiéville (dir.), Anthologie de la poésie chinoise classique, Paris, Gallimard, coll. « Poésie », 1962  — Yang Wei-tchen, p. 455